# Biffa

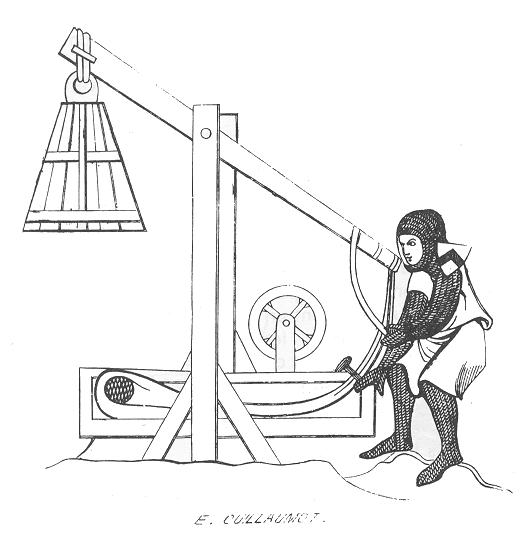
Biffa

Biffa, blida – machina miotająca kamienne pociski, wykorzystywana głównie w starożytności i średniowieczu. Wymyślono ją prawdopodobnie w starożytnym Rzymie, jednak istnieje również hipoteza, że powstała na terenie Bizancjum. Do średniowiecznej Europy przywędrowała w czasie krucjat, a zapoznano się z jej działaniem w Bizancjum. W średniowiecznej Europie nazywana była blidą.

## Opis
Biffa składała się z podstawy oraz ruchomej belki, której oś obrotu umieszczona była w 1/6 swojej długości, licząc od przeciwwagi aż do szczytu. W czasach rzymskich przeciwwagę stanowiły duże metalowe kule, przywieszane do listwy, poprzecznie przymocowanej do ramienia miotającego. W średniowieczu przeciwwagą były głazy bądź ziemia umieszczana w drewnianej skrzyni, przymocowanej do krótszej części ramienia. Zmienny ciężar przeciwwagi pozwalał zachować taki sam zasięg miotania przy zastosowaniu różnej wagi pocisków. Mimo zastosowania ruchomej przeciwwagi, celność biffy ustępowała dość znacznie celności machin z przeciwwagą stałą. Na końcu przeciwległego do przeciwwagi ramienia zamocowany był hak, na którym umieszczona była proca – jeden koniec przymocowany do haka na stałe, drugi nie (w trakcie strzału druga pętla zsuwała się z haka, wyrzucając pocisk umieszczony w koszu procy). Zmiana kąta zamocowania haka pozwalała ustalać kąt strzału.